# Яковлев, Владимир Иванович
Владимир Иванович Яковлев (1892—1935) — деятель советских органов государственной безопасности, чрезвычайный комиссар путей сообщения, один из организаторов и непосредственный участник «красного террора». Возглавлял Одесскую ЧК. Входил в руководство Киевской ЧК.

## Биография
Служил в царской армии офицером. Был женат на дворянке Полубояриновой, впоследствии внештатной сотруднице органов государственной безопасности.
На работу в органы ВЧК направил Раковский Х. Г.
По сведениям, сообщенным его внуком, В. И. Яковлев расстрелял своего отца за спекуляцию, а его мать после такого поступка сына повесилась.
Член РКП(б) с 1919 и с того же года работал заместителем начальника Киевской городской ЧК Петра Михайловича Дегтяренко.
Являлся командиром комендантского взвода, затем временно (с 13 июля по 1 августа 1920) являлся начальником Одесской ЧК.
В 1921—1922 гг. — заместитель председателя НКЗС УССР.
В 1930-е годы — чрезвычайный комиссар путей сообщения.
Похоронен в Москве на Новодевичьем кладбище.

## Семья
Сын — Е. В. Яковлев, внук — В. Е. Яковлев.